# Liste de chanteurs de musique country

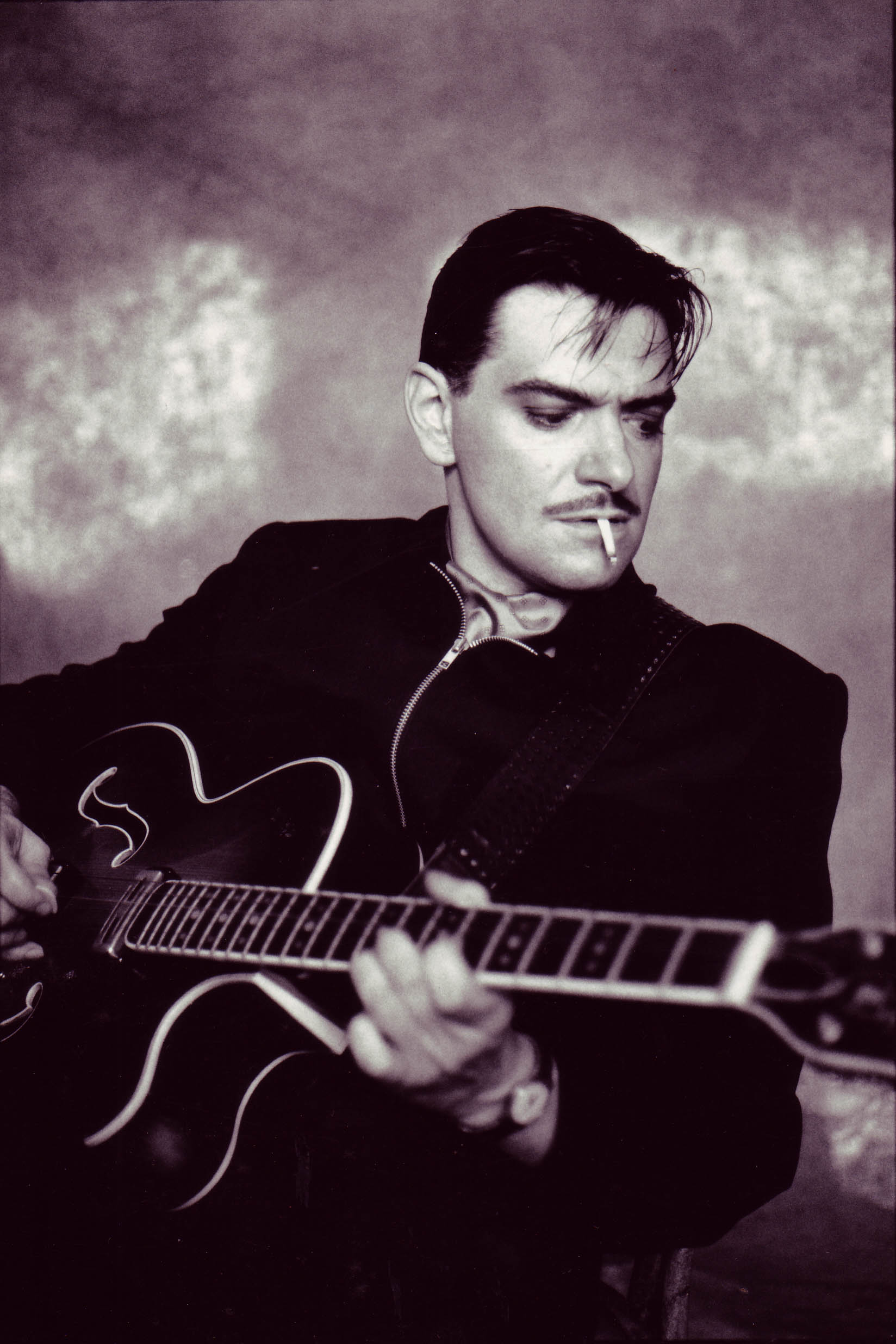
Bobby Valentino

Liste alphabétique des principaux chanteurs, chanteuses et groupes de musique country.
- Haut – A
- B
- C
- D
- E
- F
- G
- H
- I
- J
- K
- L
- M
- N
- O
- P
- Q
- R
- S
- T
- U
- V
- W
- X
- Y
- Z
- 0-9

## 0-9
- 3 of Hearts
- 4 Runner
- 16 Horsepower

## A
- Roy Acuff (1903-1992)
- Kaye Adams (1941)
- Ryan Adams (1974)
- Trace Adkins (1962)
- David "Stringbean" Akeman (1915-1973)
- Rhett Akins
- Alabama
- Jason Aldean (1977)
- Jessi Alexander (1972)
- Charlie Allen
- Gary Allan (1967)
- Deborah Allen (1953)
- Terry Allen (1943)
- Rex Allen (1920-1999)
- Bill Anderson (1937)
- Keith Anderson (1968)
- John Anderson (1954)
- Liz Anderson (1930-2011)
- Lynn Anderson (1947)
- Elisabeth Andreassen (1958)
- Jessica Andrews (1983)
- Annabel
- Archer/Park
- Eddy Arnold (1918-2008)
- Johnny Ashcroft
- Asleep at the Wheel
- Chet Atkins (1924-2001)
- Rodney Atkins (1969)
- Hugues Aufray (1929)
- Sherrié Austin (1970)
- Gene Autry (1907-1998)
- Hoyt Axton (1938-1999)
- Steve Azar (1964)
- Tenille Arts (1994)

## B
- Baker & Myers
- Kelsea Ballerini (1993)
- Frankie Ballard (1982)
- The Band Perry
- Gilbert Bernier (1968)
- The Bellamy Brothers
- Gord Bamford
- Moe Bandy
- Bobby Bare (1935)
- Gabriel Barry (1971)
- Dierks Bentley (1975)
- Barbi Benton (1950)
- Matraca Berg (1964)
- John Berry
- Big House
- Big Tom (1936-2018)
- Big and Rich
- Clint Black (1962)
- Lisa Hartman Black (1956)
- BlackHawk
- Blake & Brian
- Black Hills Country Band
- Blanche
- Suzy Bogguss (1956)
- Jason Boland & The Stragglers
- Bomshel
- James Bonamy (1972)
- Johnny Bond (1915-1978)
- Joe Booher
- Larry Boone (1956)
- The BossHoss
- Lévis Bouliane (1932-1992)
- Boxcar Willie (1931-1999)
- BR5-49
- Bill 'Cowboy Rambler' Boyd (1914-1977)
- Jesse Brand (1976)
- Paul Brandt (1972)
- Kippi Brannon (1966)
- Lee Brice (1979)
- The Bridge Band
- Jeff Bridges (1949)
- Chad Brock (1963)
- Dean Brody (1975)
- Garth Brooks (1962)
- Brooks & Dunn
- Marty Brown (1965)
- The Browns
- Paul Brunelle (1923-1994)
- Luke Bryan (1976)
- Felice et Boudleaux Bryant
- Jimmy Buffett (1946)
- Ed Burleson
- Bruce Burton
- Kristian Bush (1970)
- Hillous Butrum (1928-2002)
- Tracy Byrd (1966)

## C
- Chris Cagle (1968)
- J.J. Cale (1938-2013)
- Cam (1984)
- Glen Campbell (1936-2017)
- Laura Cantrell (1967)
- Mary Chapin Carpenter (1958)
- Kim Carnes (1945)
- Carolina Rain
- Rodney Carrington (1968)
- The Carter Family
- Anita Carter (1933-1999)
- A.P. Carter (1891-1960)
- Carlene Carter (1955)
- Deana Carter (1966)
- Wilf Carter (1904-1996)
- Deana Carter (1966)
- Maybelle Carter (1909-1978)
- Sara Carter (1898-1979)
- Carter's Chord
- Johnny Cash (1932-2003)
- Johnny Cashbox (1955)
- June Carter Cash (1929-2003)
- Rosanne Cash (1955)
- Tommy Cash (1940)
- Jeremy Castle (1974)
- Édouard Castonguay (1929-2006)
- Kasey Chambers (1976)
- Donovan Chapman (1975)
- Ray Charles (1930-2004)
- Charlie Daniel's Band
- Cayouche (1948)
- Kenny Chesney (1968)
- Mark Chesnutt (1963)
- Tyler Childers (1991)
- Claudia Church (1962)
- Eric Church (1977)
- Guy Clark (1941-2016)
- Roy Clark (1933-2018)
- Terri Clark (1968)
- Cowboy Jack Clement (1931-2013)
- Patsy Cline (1932-1963)
- Hank Cochran (1935-2010)
- Tammy Cochran (1972)
- David Allan Coe (1939)
- Kellie Coffey (1971)
- Jim Collins (1959)
- Jessi Colter (1947)
- Luke Combs (1990)
- John Conlee (1946)
- Earl Thomas Conley (1941-2019)
- Conniving
- The Cook Family Singers
- David L Cook (1968)
- Elizabeth Cook (1972)
- Spade Cooley (1910-1969)
- Rita Coolidge (1945)
- Stoney Cooper (1918-1977)
- Cowboy Copas (1913-1963)
- Easton Corbin (1982)
- J. P. Cormier (1969)
- Bucky Covington (1977)
- Les Cowboys Fringants
- Cowboy Junkies
- Cowboy Troy (1970)
- Billy "Crash" Craddock (1939)
- Floyd Cramer (1933-1997)
- Creedence Clearwater Revival
- Melodie Crittenden
- Jim Croce (1943-1973)
- Cross Canadian Ragweed
- Crossin' Dixon
- Sheryl Crow (1962)
- Rodney Crowell (1950)
- Bobbie Cryner (1961)
- Dick Curless (1932-1995)
- Billy Currington (1973)
- Mac Curtis (1939-2013)
- Billy Ray Cyrus (1961)
- Miley Cyrus (1992)
- Ashley Cooke(2020)

## D
- Vernon Dalhart (1883-1948)
- Dan + Shay
- Davis Daniel (1961)
- Charlie Daniels (1937)
- Kikki Danielsson (1952)
- Jordan Davis (1988)
- Skeeter Davis (1931-2004)
- Jennifer Day (1979)
- Jimmy Dean (1928-2010)
- Cole Deggs & The Lonesome
- The Delmore Brothers
- Martin Delray (1949)
- Iris DeMent (1961)
- Kevin Denney (1976)
- Wesley Dennis (1963)
- John Denver (1943-1997)
- De Plattfööt
- The Derailers
- Gilles Descôteaux (1948)
- Rick Devin (1960)
- Devil in a Woodpile
- Diamond Rio
- Little Jimmy Dickens (1920-2015)
- Joe Diffie (1958-2020)
- Dixie Chicks
- Hayseed Dixie
- Richard Dobson (1942-2017)
- Deryl Dodd (1964)
- Drew Davis Band
- Roy Drusky (1930-2004)
- Scott DuBose (1971)
- Dave Dudley (1928-2003)
- Holly Dunn (1957-2016)

## E
- Eagles
- Steve Earle (1955)
- Clint Eastwood (1930)
- Meredith Edwards (1984)
- Katrina Elam (1983)
- Brett Eldredge (1986)
- Eleven Hundred Springs
- Eli Young Band
- Lindsay Ell (1989)
- Scotty Emerick (1973)
- Emerson Drive
- Dale Evans (1912-2001)
- Morgan Evans (1985)
- Sara Evans (1971)
- The Everly Brothers
- Exile

## F
- Barbara Fairchild (1950)
- Shelly Fairchild (1977)
- Famille Castonguay
- Donna Fargo (1945)
- Charlie Feathers (1932-1998)
- Freddy Fender (1935-2007)
- Firefall
- Phil Fasan (1964)
- Flatt & Scruggs
- Lester Flatt (1914-1979)
- Florida Georgia Line
- The Flying Burrito Brothers
- Flynnville Train
- Colt Ford (1970)
- Tennessee Ernie Ford (1919-1991)
- The Forester Sisters
- Radney Foster (1959)
- Foster & Allen
- Foster & Lloyd
- Kevin Fowler (1966)
- Cleve Francis (1945)
- Glenn Frey (1948-2016)
- Janie Fricke (1947)
- Kinky Friedman (1944)
- David Frizzell (1941)
- Lefty Frizzell (1928-1975)
- Craig Fuller (1949)

## G
- Yoan Garneau (1995)
- Larry Gatlin (1948)
- Crystal Gayle (1951)
- Bobbie Gentry (1944)
- Don Gibson (1928-2003)
- Gibson/Miller Band
- GG Gibson (1949)
- Brantley Gilbert (1985)
- Vince Gill (1957)
- Mickey Gilley (1936)
- Billy Gilman (1988)
- Jimmie Dale Gilmore (1945)
- Girls Next Door
- Tompall Glaser (1933-2013)
- Gloriana
- Danny Gokey (1980)
- Vern Gosdin (1934-2009)
- Ashley Grace (1987)
- Josh Gracin (1980)
- Tammy Graham (1968)
- Pat Green (1972)
- The Greencards
- Jack Greene (1930-2013)
- Lee Greenwood (1942)
- Ricky Lynn Gregg (1961)
- Adam Gregory (1985)
- Clinton Gregory (1966)
- Ray Griff (1940-2016)
- Nanci Griffith (1953)
- Andy Griggs (1973)
- André Guitar
- Bonnie Guitar (1923-2019)
- Woody Guthrie (1912-1967)

## H
- Ha*Ash
- Angela Hacker (1978)
- Bobby Hachey (1932-2006)
- Merle Haggard (1937-2016)
- Halfway to Hazard
- Tom T. Hall (1936)
- George Hamilton IV (1937-2014)
- Butch Hancock (1948)
- Handcrafted Soul
- Emmylou Harris (1947)
- Freddie Hart (1926-2018)
- Hank Flamingo
- Hanna-McEuen
- Michael Harding (1959)
- Keith Harling (1963)
- Hawkshaw Hawkins (1921-1963)
- Hunter Hayes (1991)
- Wade Hayes (1969)
- John Hartford  (1937-2001)
- Lee Hazlewood (1929x-2007)
- Heartland
- Eric Heatherly (1970)
- Gary Helms
- Don Henley (1947)
- Ty Herndon (1962)
- High Valley
- The Highwaymen
- Faith Hill (1967)
- Goldie Hill (1933-2005)
- Chris Hillman (1944)
- Buddy Holly (1936-1959)
- Steve Holy (1972)
- Hometown News
- The Honky Tonk Hustlas
- Taylor Horn (1992)
- Dan Hornsby (1900-1951)
- Johnny Horton (1925-1960)
- James House (1955)
- Randy Houser (1975)
- Jan Howard (1930)
- Rebecca Lynn Howard (1979)
- Brodie Foster Hubbard (1978)
- Marcus Hummon (1960)
- Sam Hunt (1984)
- Tommy Hunter (1937)
- Ferlin Husky (1925-2011)

## I
- Jack Ingram (1970)
- Sonya Isaacs (1974)
- The Isley Brothers
- Burl Ives (1909-1995)
- Julienne Irwin (1993)
- Irvin Blais (1966)

## J
- Alan Jackson (1958)
- Stonewall Jackson (1932)
- Wanda Jackson (1937)
- Brett James (1968)
- Sonny James (1929-2016)
- Chris Janson (1986)
- Norma Jean (1938)
- Herb Jeffreys (1911-2014)
- The Jenkins
- Shooter Jennings (1979)
- Waylon Jennings (1937-2002)
- Drake Jensen (1970)
- Jerry García Acoustic Band
- Jessie James Decker (1988)
- Buddy Jewell (1961)
- Sammy Johns (1946-2013)
- Carolyn Dawn Johnson (1971)
- Jamey Johnson (1975)
- Jill Johnson (1973)
- Michael Johnson (1944-2017)
- David Lynn Jones (1950)
- Diana Jones (vers 1965)
- George Jones (1931-2013)
- Grandpa Jones (1913-1998)
- The Jordanaires
- Cledus T. Judd (1964)
- Wynonna Ellen Judd (1964)
- The Judds
- Jypsi
- Jypy Jumper (1979 - 2015)

## K
- Gay Kayler (1941)
- Robert Earl Keen (1956)
- Toby Keith (1961)
- The Kendalls
- The Kentucky Headhunters
- Lee Kernaghan (1964)
- Tania Kernaghan (1968)
- David Kersh (1970)
- Doug Kershaw (1936)
- Sammy Kershaw (1958)
- Hal Ketchum (1953)
- Jerry Kilgore (1964)
- Merle Kilgore (1934-2005)
- Claude King (1923-2013)
- Don King (1954)
- Jill King (1975)
- The Kinleys
- Jeff Knight
- The Knitters
- Kostas
- Alison Krauss (1971)
- Kris Kristofferson (1936)

## L
- Bill LaBounty
- Fidel Lachance
- Lady Antebellum
- Las Vegas Country Band
- Miranda Lambert (1983)
- Willie Lamothe (1920-1992)
- Chris Lane (1984)
- k.d. lang (1961)
- Blaine Larsen (1986)
- Stoney Larue (1977)
- Tracy Lawrence (1968)
- Shannon Lawson (1973)
- Bernie Leadon (1947)
- Soldat Lebrun (1919-1980)
- Chris LeDoux (1948-2005)
- Albert Lee (1943)
- Brenda Lee (1944)
- Robin Lee (1970)
- Danni Leigh (1970)
- Jackie Lee (1991)
- Jerry Lee Lewis (1935)
- Aaron Lines (1977)
- Little Texas
- Little Big Town
- Hank Locklin (1918-2009)
- Lonestar
- The Lost Trailers
- John D. Loudermilk (1934-2016)
- The Louvin Brothers
- Patty Loveless (1957)
- Lyle Lovett (1957)
- Luke Tan (1977)
- Bob Luman (1937-1978)
- Dustin Lynch (1985)
- Loretta Lynn (1932-2022)
- Rockie Lynne (1964)
- Shelby Lynne (1968)
- The Lynns

## M
- Big Tom And The Mainliners
- Lonnie Mack (1941)
- Uncle Dave Macon (1870-1952)
- Rose Maddox (1925-1998)
- Maddie & Tae
- Lloyd Maines (1951)
- La Maison Tellier
- Charlie Major (1954)
- Barbara Mandrell (1948)
- Maren Morris (1990)
- Chris Marion (1962)
- Marshall Dyllon
- Renée Martel (1947-2021)
- Marcel Martel (1925-1999)
- Mila Mason (1963)
- Kathy Mattea (1959)
- The Mavericks
- John Mayer (1977)
- Rita MacNeil (1944)
- Mac McAnally (1957)
- Martina McBride (1966)
- McBride & the Ride
- Lila McCann (1981)
- Harry McClintock (1882-1957)
- Delbert McClinton (1940)
- Brian McComas (1972)
- Charlie McCoy (1941)
- Jason McCoy (1970)
- Neal McCoy (1958)
- Mindy McCready (1975-2013)
- Scotty McCreery (1993)
- Henry McCullough (1943)
- Pake McEntire (1953)
- Reba McEntire (1955)
- Tim McGraw (1967)
- Jason Meadows (1971)
- Tim Mensy (1959)
- Jim Messina (1947)
- Jo Dee Messina (1970)
- Midland
- Buddy Miller (1952)
- Dean Miller (1966)
- Jody Miller (1941)
- Ned Miller (1925-2016)
- Roger Miller (1936-1992)
- Ronnie Milsap (1944)
- Shane Minor (1968)
- Beverley Mitchell (1981)
- Robert Mizzell (1971)
- Ashley Monroe (1986)
- Bill Monroe (1911-1996)
- Patsy Montana (1908-1996)
- Montgomery Gentry
- John Michael Montgomery (1965)
- Melba Montgomery (1938)
- Justin Moore (1984)
- Allison Moorer (1972)
- Craig Morgan (1965)
- George Morgan (1925-1975)
- Lorrie Morgan (1959)
- Van Morrison (1945)
- Megan Mullins (1987)
- David Lee Murphy (1959)
- Anne Murray (1945)
- Kacey Musgraves (1988)

## N
- Willie Nelson (1933)
- Jennifer Nettles (1974)
- Aaron Neville (1941)
- Jimmy C. Newman (1927-2014)
- Juice Newton (1952)
- Olivia Newton-John (1948)
- Joe Nichols (1976)
- Nickel Creek
- Nitty Gritty Dirt Band
- Bob Nolan (1908-1980)
- The Notorious Cherry Bombs
- The Notting Hillbillies

## O
- Tim O' Brien
- Jamie O'Neal (1968)
- The Oak Ridge Boys
- Roy Orbison (1936-1988)
- K.T. Oslin (1941)
- Robert Ellis Orrall (1955)
- Paul Overstreet (1956)
- Bonnie Owens (1929-2006)
- Buck Owens (1929-2006)
- Jake Owen (1981)
- Old Crow Medicine Show

## P
- Patti Page (1927-2013)
- Brad Paisley (1972)
- Rissi Palmer (1981)
- Jon Pardi (1985)
- Lee Roy Parnell (1956)
- Gram Parsons (1946-1973)
- Dolly Parton (1946)
- Johnny Paycheck (1941-2003)
- Carly Pearce (en) (1990)
- Minnie Pearl (1912-1996)
- Perfect Stranger
- Carl Perkins (1932-1998)
- Keith Perry (1996–2002)
- Kellie Pickler (1986)
- Webb Pierce (1921-1991)
- Pinmonkey
- Pirates of the Mississippi
- The Povertyneck Hillbillies
- Prairie Oyster
- Elvis Presley (1935-1977)
- Ray Price (1926-2013)
- Charley Pride (1938)
- John Prine (1946)
- Aaron Pritchett (1970)
- Jeanne Pruett (1937)
- Pure Prairie League

## R
- Eddie Rabbitt (1941-1998)
- RaeLynn (1994)
- Marvin Rainwater (1925-2013)
- Bonnie Raitt (1949)
- Mason Ramsey (2006)
- Randy Rogers Band
- G.J.Randall (1951)
- Jon Randall (1969)
- The Rankin Family
- Rascal Flatts
- Rattlesnake Annie (1941)
- Eddy Raven (1944)
- Marty Raybon (1959)
- Raybon Brothers
- Michael Ray (1988)
- Collin Raye (1959)
- Susan Raye (1944)
- Redhead Express
- Dean Reed
- Jerry Reed (1937-2008)
- Del Reeves (1932-2007)
- Jim Reeves (1923-1964)
- Julie Reeves (1974)
- Ronna Reeves (1966)
- The Remingtons
- Thomas Rhett (1990)
- Chase Rice (1985)
- Charlie Rich (1932-1995)
- Ricochet
- Jeannie C. Riley (1945)
- Steve Ripley (1950-2019)
- LeAnn Rimes (1982)
- Cowboy Slim Rinehart (1911-1948)
- Rio Grand
- Tex Ritter (1907-1973)
- River Road (en)
- The Road Hammers
- Dennis Robbins
- Marty Robbins (1925-1982)
- Julie Roberts (1979)
- Eck Robertson (1886-1975)
- Charlie Robison
- Carson Robison (1890-1957)
- Floyd Robinson
- Jimmie Rodgers (1897-1933)
- Carrie Rodriguez
- Johnny Rodriguez (1951)
- Kenny Rogers (1938-2020)
- Roy Rogers (1911-1998)
- Linda Ronstadt (1946)
- Gildor Roy (1960)
- Darius Rucker (1966)
- Travis Rush (1971)
- Tim Rushlow
- Rushlow
- Rushlow Harris
- Rusted Root
- Runaway June
- Tim Ryan (1964)
- Johnny Reid (1974)

## S
- The Sadies
- Ray Sawyer (1937-2018)
- Sawyer Brown
- Bobbejaan Schoepen (1925-2010)
- Dylan Scott (1990)
- Ray Scott (1975)
- Earl Scruggs (1924-2012)
- John Schneider (1960)
- Brady Seals (1969)
- Dan Seals (en) (1948-2009)
- Troy Seals (1938)
- Dawn Sears (1961-2014)
- Jeannie Seely (1940)
- Jason Sellers (1971)
- Kevin Sharp (1970-2017)
- Victoria Shaw (1962)
- SHeDAISY
- Blake Shelton (1976)
- James Alan Shelton
- Jean Shepard (1933-2016)
- Ashton Shepherd (1986)
- Ryan Shupe & The RubberBand
- Red Simpson (1934-2016)
- Daryle Singletary (1971-2018)
- Margie Singleton (1935)
- Sixwire
- Ricky Skaggs (1954)
- Arthur "Guitar Boogie" Smith (1921-2014)
- Carl Smith (1927-2010)
- Connie Smith (1941)
- Hank Snow (1914-1999)
- Soggy Bottom Boys
- Sons of the Desert
- Sons of the Pioneers
- South 65
- Bobby Sowell (1947)
- Eddie Spaghetti
- Jordin Sparks (1989)
- Mariah Stanley (1992)
- Ralph Stanley (1927-2016)
- Chris Stapleton (1978)
- Lucille Starr (1938)
- Statler Brothers
- June Stearns
- Steel Magnolia
- Keith Stegall (1955)
- Matt Stell
- Ray Stevens (1939)
- Gary Stewart (1945-2003)
- Lisa Stewart
- Wynn Stewart (1934-1985)
- The Stonemans
- Sara Storer
- George Strait (1952)
- Doug Stone (1956)
- Stringbean (1915-1973)
- Marty Stuart (1958)
- Nat Stuckey (1934-1988)
- Sugarland
- Sabrina DE FILIPPO & COUNTRY FEVER Band
- Trent Summar & The New Row Mob
- Sweethearts of the Rodeo
- Taylor Swift (1989)
- Bobby Sykes
- Sunny Sweeney
- Cole Swindell (1983)
- Sylvia (1956)

## T
- Tebey (1983)
- Chalee Tennison (1969)
- Texas Girl
- Hank Thompson (1925-2007)
- Cyndi Thomson (1976)
- Chris Thile (1981)
- Oscar Thiffault (1912-1998)
- Neil Thrasher (1963)
- Thrasher Shiver
- Marsha Thornton (1964)
- Mel Tillis (1932-2017)
- Pam Tillis (1957)
- Johnny Tillotson (1939)
- Aaron Tippin (1958)
- Trent Tomlinson (1976)
- The Tractors
- Thompson Square (2002)
- Merle Travis (1917-1983)
- Randy Travis (1959)
- Trick Pony
- Trio
- Travis Tritt (1963)
- Ernest Tubb (1914-1994)
- Tanya Tucker (1958)
- Dean Tuftin (1970)
- Josh Turner (1977)
- Shania Twain (1965)
- Conway Twitty (1933-1993)
- Dan Tyminski (1967)
- Bonnie Tyler (1951)
- Ryan Tyler (1973)
- Guylaine Tanguay (1972)

## U
- Union Station
- Union Spirit
- Carrie Underwood (1983)
- Keith Urban (1967)

## V
- Leroy Van Dyke (1929)
- Ricky Van Shelton (1952)
- Townes Van Zandt (1944-1997)
- Van Zant
- Phil Vassar (1964)
- Rhonda Vincent (1962)
- Roch Voisine (1963)

## W
- Porter Wagoner (1927-2007)
- Maci Wainwright (1990)
- Jerry Jeff Walker (1942)
- Cindy Walker (1918-2006)
- Clay Walker (1969)
- Colter Wall (1995)
- Morgan Wallen (1993)
- Don Walser (1934-2006)
- Steve Wariner (1954)
- Taylor Ware (1994)
- The Warren Brothers
- The Washboard Union
- Sara Watkins (1981)
- Sean Watkins (1977)
- Aaron Watson (1977)
- Dale Watson (1962)
- Doc Watson (1923-2012)
- Jimmy Wayne (1972)
- Daylon Wear (1972)
- Gillian Welch (1967)
- Brittany Wells (1986)
- Kitty Wells (1919-2012)
- Charlie West (1949)
- Dottie West (1932-1991)
- Western Flyer
- Whiskey Falls
- Bryan White (1974)
- Lari White (1965-2018)
- The Whites
- Keith Whitley (1955-1989)
- Slim Whitman (1923-2013)
- Chuck Wicks (1979)
- John & Audrey Wiggins
- The Wilburn Brothers
- Wilco
- Tirk Wilder (1940)
- Amanda Wilkinson (1982)
- The Wilkinsons
- Don Williams (1939-2017)
- Hank Williams (1923-1953)
- Hank Williams, Jr. (1949)
- Hank Williams III (1972)
- Holly Williams (1981)
- Lucinda Williams (1953)
- Tex Williams (1917-1985)
- Boxcar Willie (1931-1999)
- Hal Willis (1933-2015)
- Kelly Willis (1968)
- Trent Willmon (1973)
- Bob Wills (1905-1975)
- Mark Wills (1973)
- Norro Wilson (1938-2017)
- Gretchen Wilson (1973)
- Tim Wilson (1961)
- Mac Wiseman (1925-2019)
- Lee Ann Womack (1966)
- Jeff Wood (1968)
- Jimmy Work (1924-2018)
- Darryl Worley (1964)
- Charlie Worsham
- Wovenhand
- The Wreckers
- Chely Wright (1970)
- Curtis Wright (1955)
- The Wrights
- Wright Brothers Band
- Tammy Wynette (1942-1998)

## Y
- Yankee Grey
- Trisha Yearwood (1964)
- Yesterday's Ring
- Dwight Yoakam (1956)
- Brett Young (1981)
- Chris Young (1985)
- Faron Young (1932-1996)

## Z
- Zac Brown Band